# Chloris subdolichostachya
Chloris subdolichostachya là một loài thực vật có hoa trong họ Hòa thảo. Loài này được C.Muell. mô tả khoa học đầu tiên năm 1861.